# Cantón de Montiers-sur-Saulx
El cantón de Montiers-sur-Saulx era una división administrativa francesa, que estaba situada en el departamento de Mosa y la región de Lorena.

## Composición
El cantón estaba formado por catorce comunas:
- Biencourt-sur-Orge
- Brauvilliers
- Bure
- Couvertpuis
- Dammarie-sur-Saulx
- Fouchères-aux-Bois
- Hévilliers
- Le Bouchon-sur-Saulx
- Mandres-en-Barrois
- Ménil-sur-Saulx
- Montiers-sur-Saulx
- Morley
- Ribeaucourt
- Villers-le-Sec

## Supresión del cantón de Montiers-sur-Saulx
En aplicación del Decreto n.º 2014-166 de 17 de febrero de 2014, el cantón de Montiers-sur-Saulx fue suprimido el 22 de marzo de 2015 y sus 14 comunas pasaron a formar parte del nuevo cantón de Ligny-en-Barrois.